# سمان القش
سمان القش (الاسم العلمي: Coturnix pectoralis) بالإنجليزية: Stubble Quail)‏ هو أحد أنواع طيور سمان العالم القديم من فصيلة التدرجية وجدت في أستراليا.